# パウラ・モーダーゾーン＝ベッカー

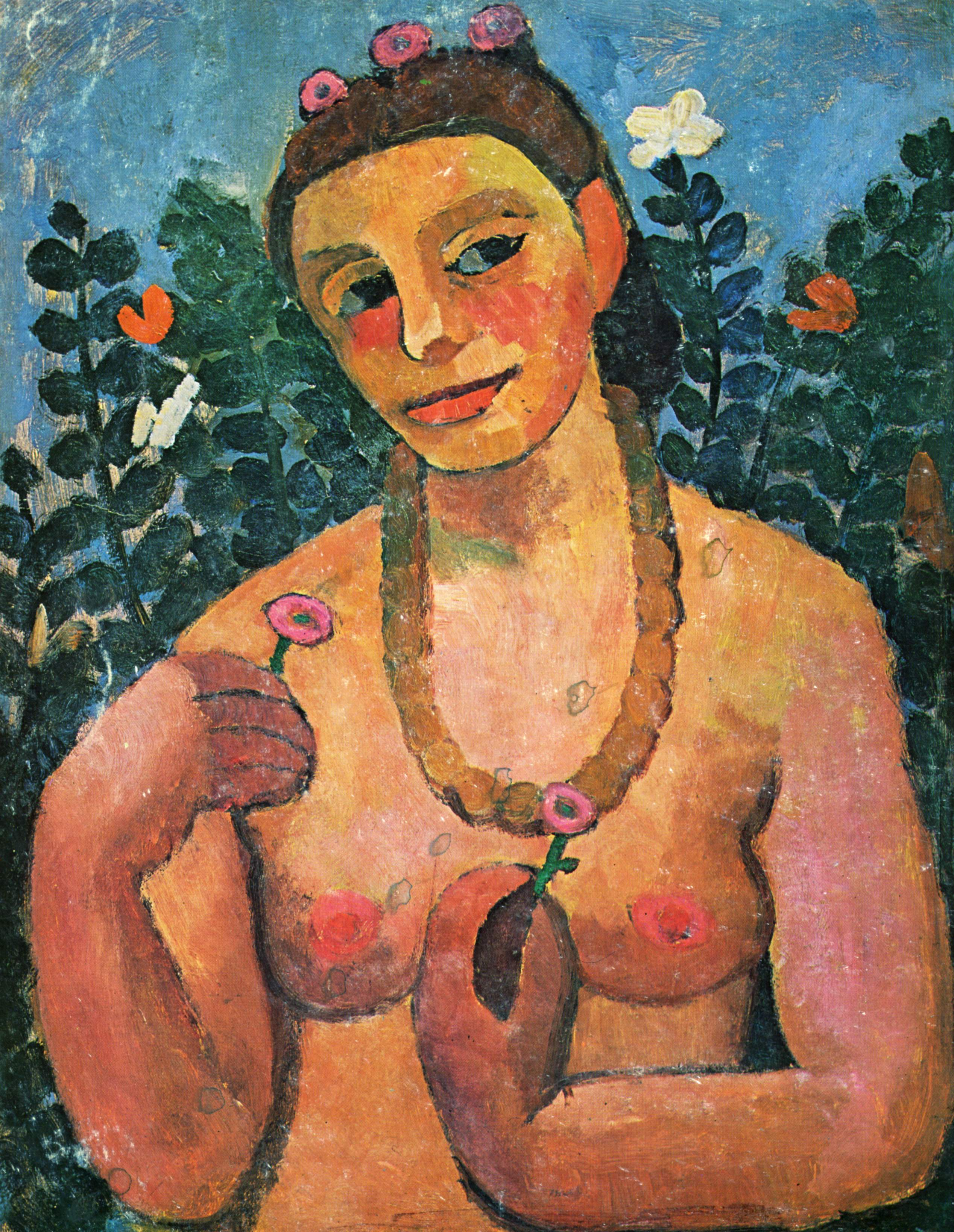
自画像、1906年

パウラ・モーダーゾーン＝ベッカー（Paula Modersohn-Becker, 1876年2月8日 - 1907年11月21日）は、ドイツの画家。初期の表現主義を代表する人物の一人である。

## 生涯と作品

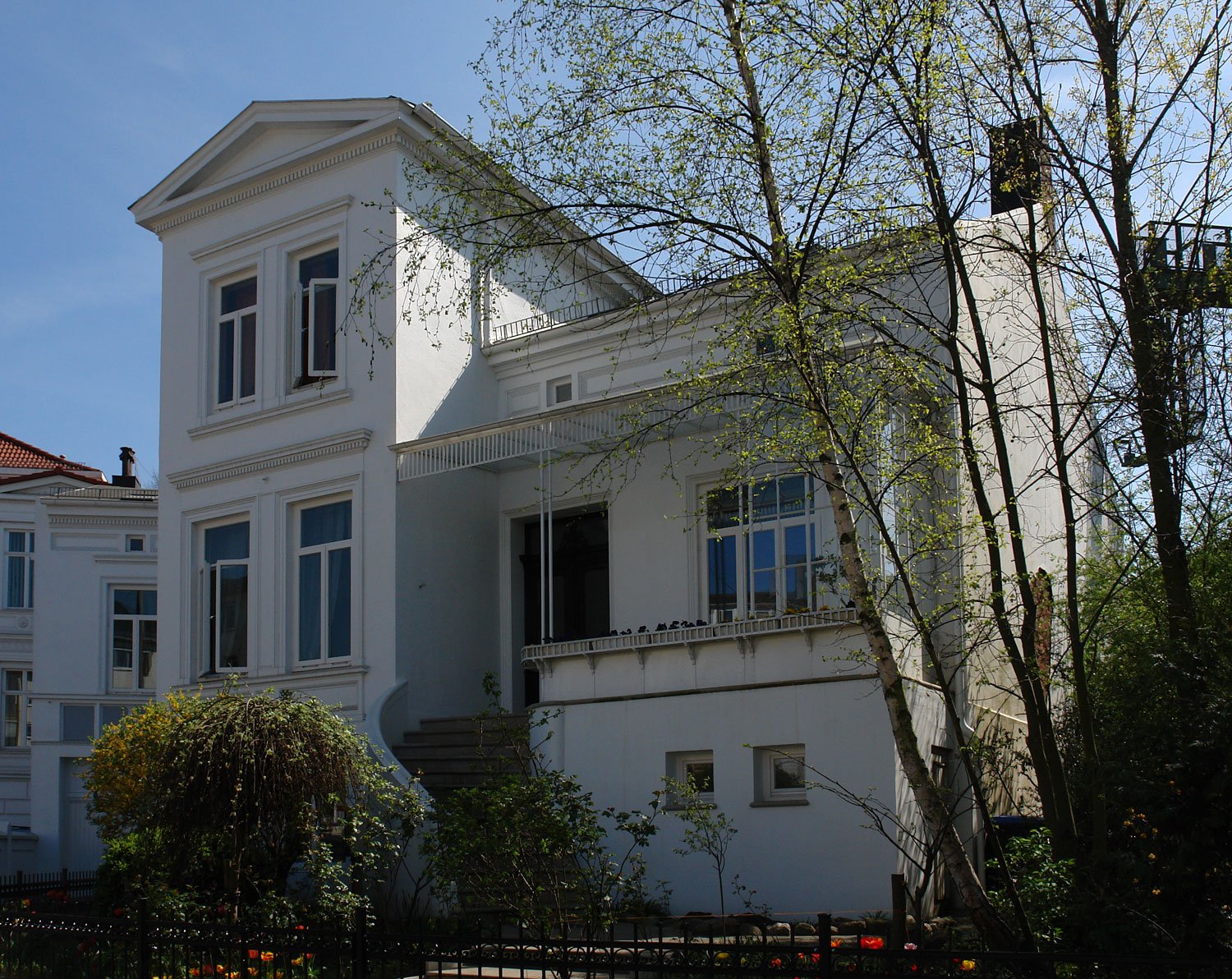
1888年から1899年にかけてパウラが住んだ家

パウラ・ベッカーはドレスデンのフリードリヒシュタットに生まれ育った。パウラは7人兄妹の3番目の子供である。父はロシアの大学教授の息子でドイツの鉄道会社に勤務する人物であり、母は貴族の出で、夫妻は子供たちを文化的で知的な環境のもとに育てた。1888年に家族でブレーメンに移り、パウラは1893年から1895年まではブレーメンで絵の個人授業を受け、1896年からはベルリン芸術家協会が提供する絵画課程を受講した。
1897年、22歳のとき、パウラはヴォルプスヴェーデの芸術家コミュニティに行き会った。フリッツ・マッケンゼンやハインリヒ・フォーゲラーがアカデミーの芸術と都会生活に対する嫌悪からこの村に移り住んでおり、パウラはマッケンセンから絵のレッスンを受け、農民の生活や北ドイツの風景を描いた。ここでパウラは女性彫刻家のクララ・ヴェストホフと、また後にクララの夫となるライナー・マリア・リルケと親しくなった。また画家のオットー・モーダーゾーンと恋に落ち、1901年に彼と結婚し、彼の連れ子の継母となった。

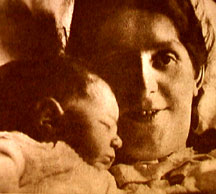
1907年11月、娘のマチルデと

1900年から1907年にかけて、パウラは絵を学ぶ目的でパリへ数度の長い旅行を行い、その間家族と離れて生活していた。パリで生活する間エコール・デ・ボザールの美術課程を受講し、また現代美術展に通ってセザンヌのほかゴッホ、ゴーギャンら後期印象派の作品に出会い大きな影響を受けた。1906年に行なったパリへの最後の旅行の際、最も完成度が高いとされる一連の作品を描き、またこの間に最初の裸体の自画像（右図）やリルケ、ヴェルナー・ゾンバートなど友人の肖像画を制作した。
1907年にパウラは夫の待つヴォルプスヴェーデへと戻った。それまでやや緊張が生じていた夫との仲は改善し、1907年2月に念願の子供が生まれ、マチルデと名づけられた。しかしパウラはまもなく塞栓症にかかり、この年の11月21日に31歳で世を去った。
1908年にライナー・マリア・リルケはパウラの死を悼み「友へのレクイエム」と題する詩を制作している。

## ギャラリー

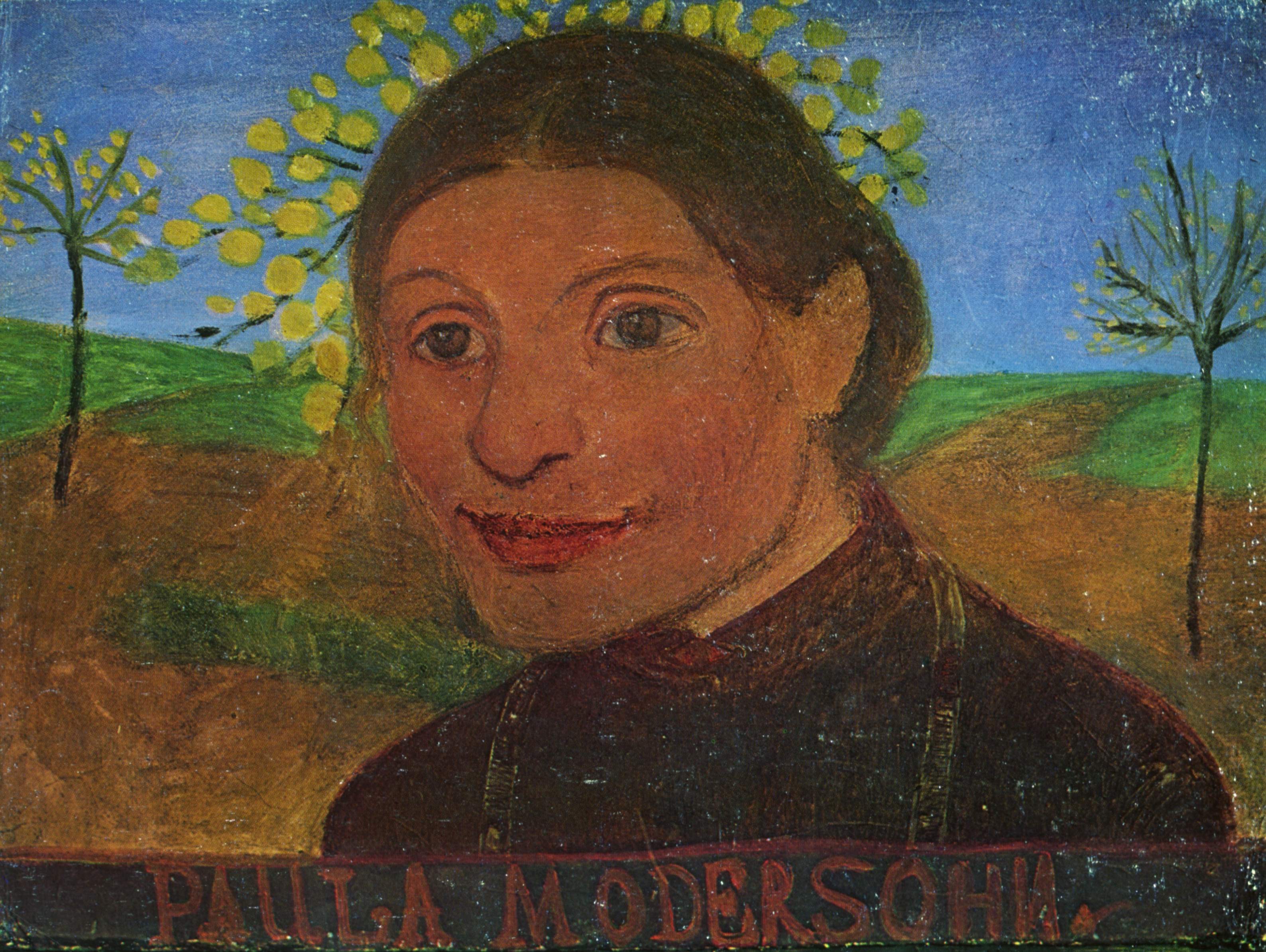
自画像、1902年
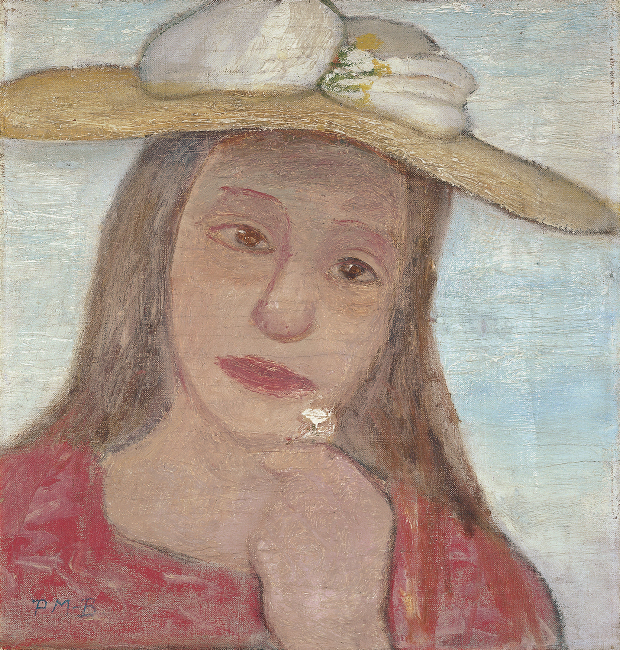
花を持つ麦わらの少女 1902
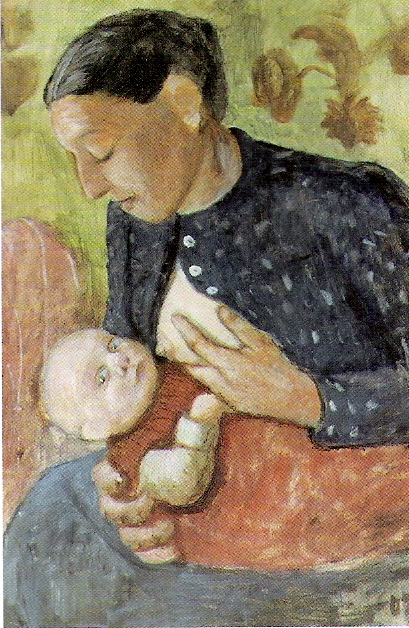
授乳する母親、1902年
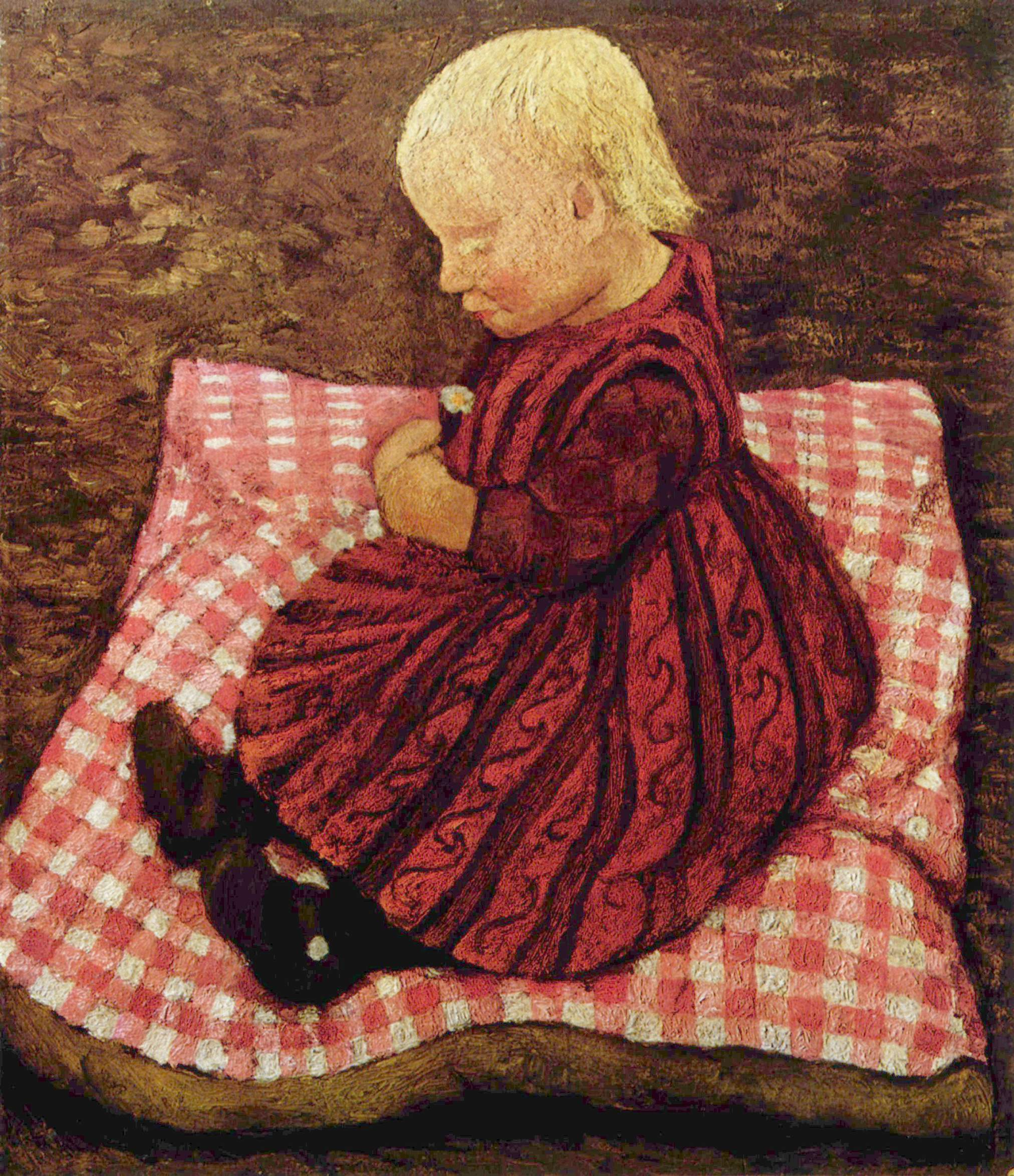
赤い市松模様のクッションに座る農家の子供、1904年頃
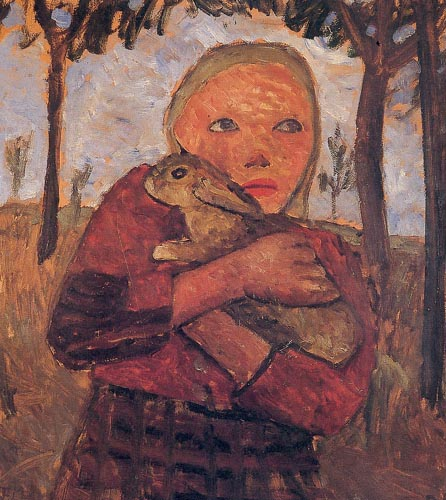
兎を持つ少女、1905年
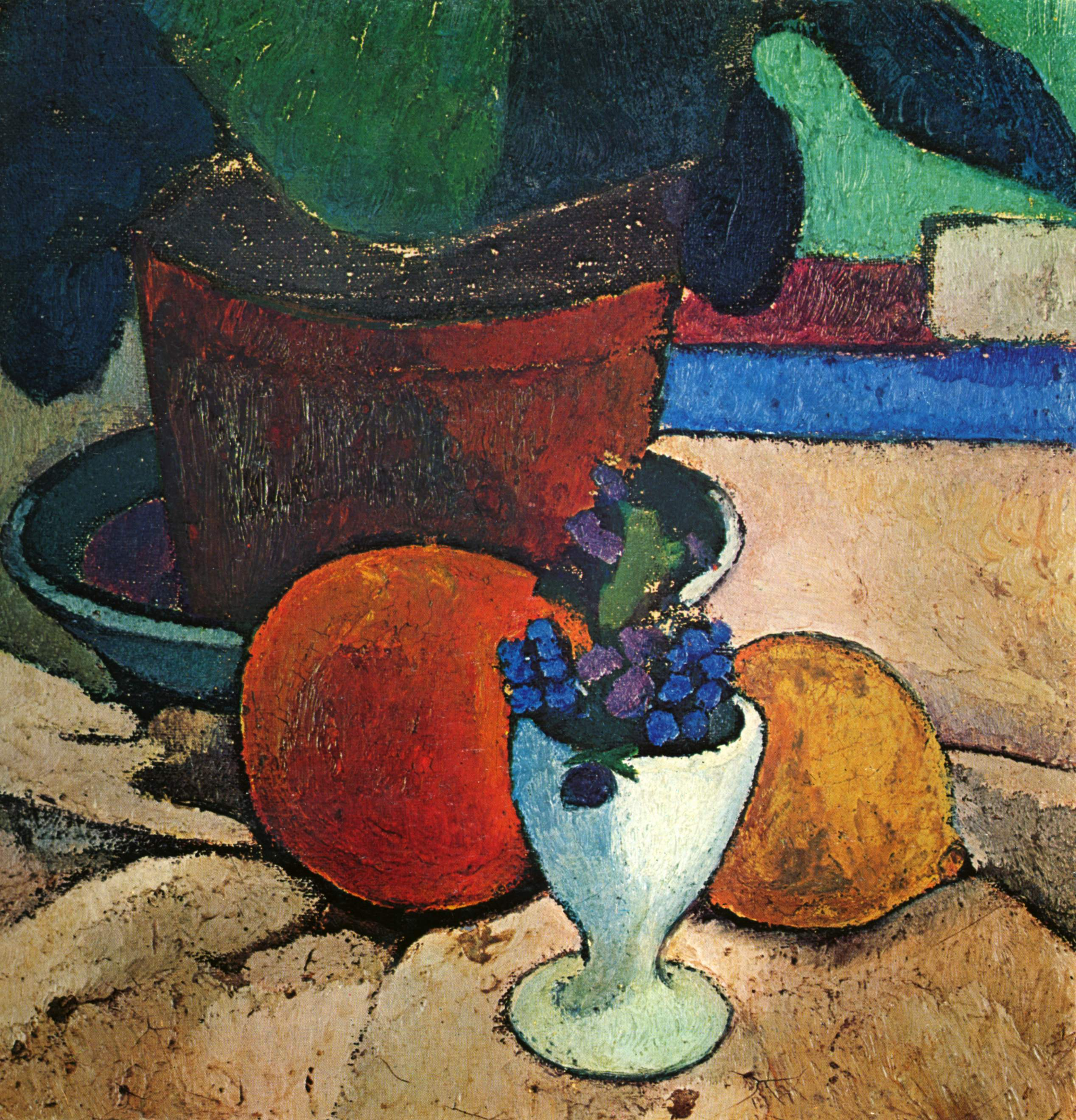
静物、1906年
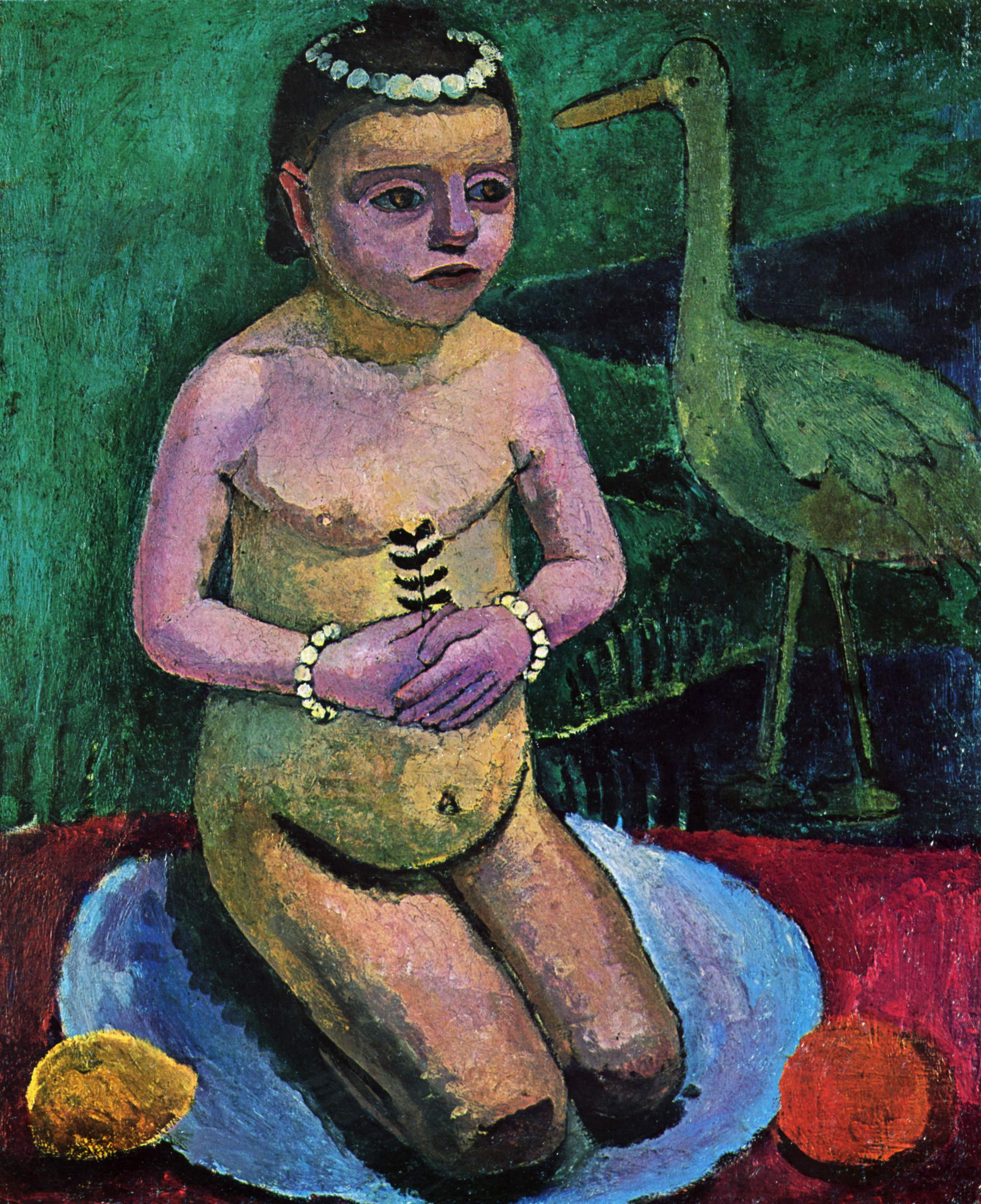
1906年
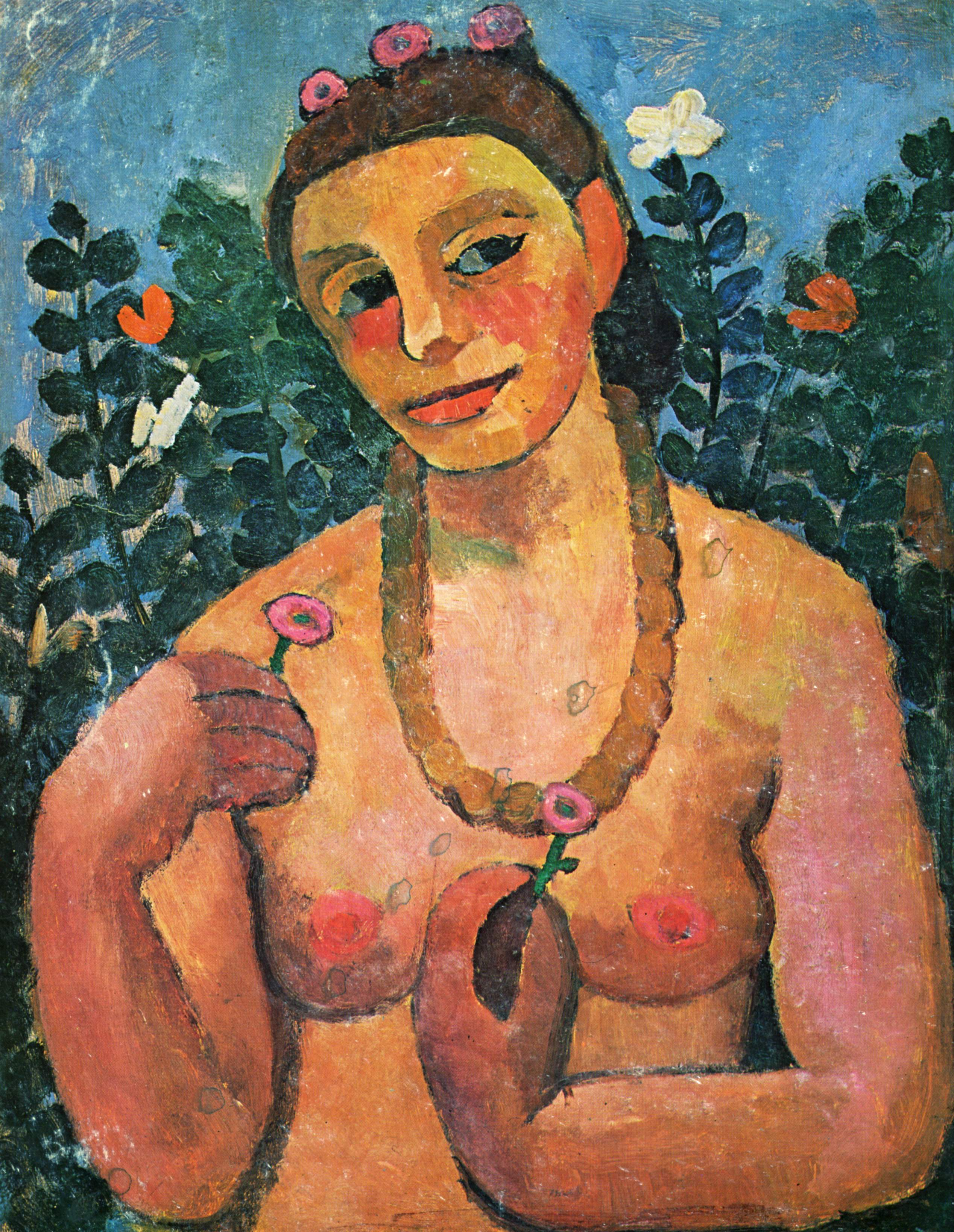
自画像、1906年
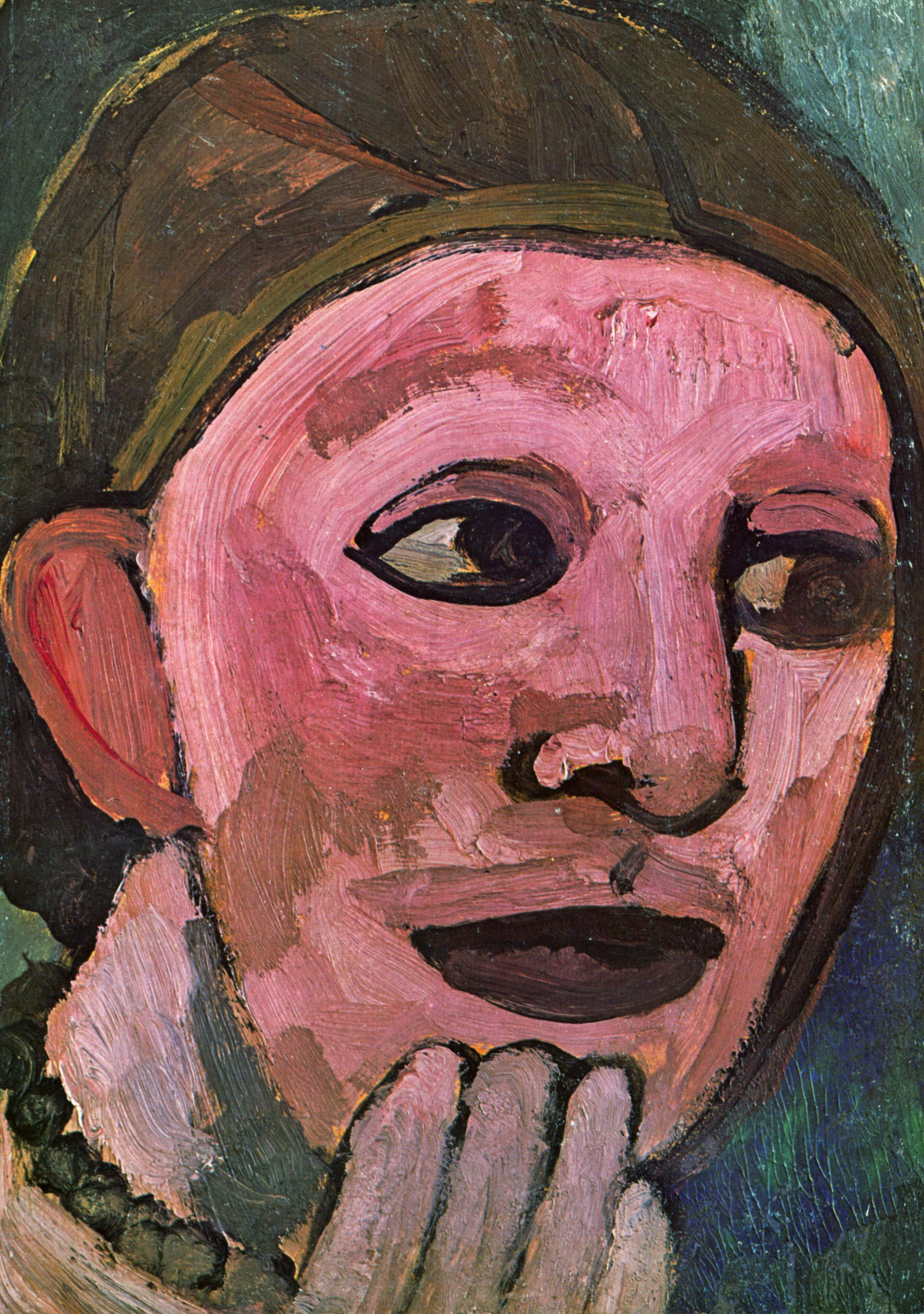
自画像、1906年-07年
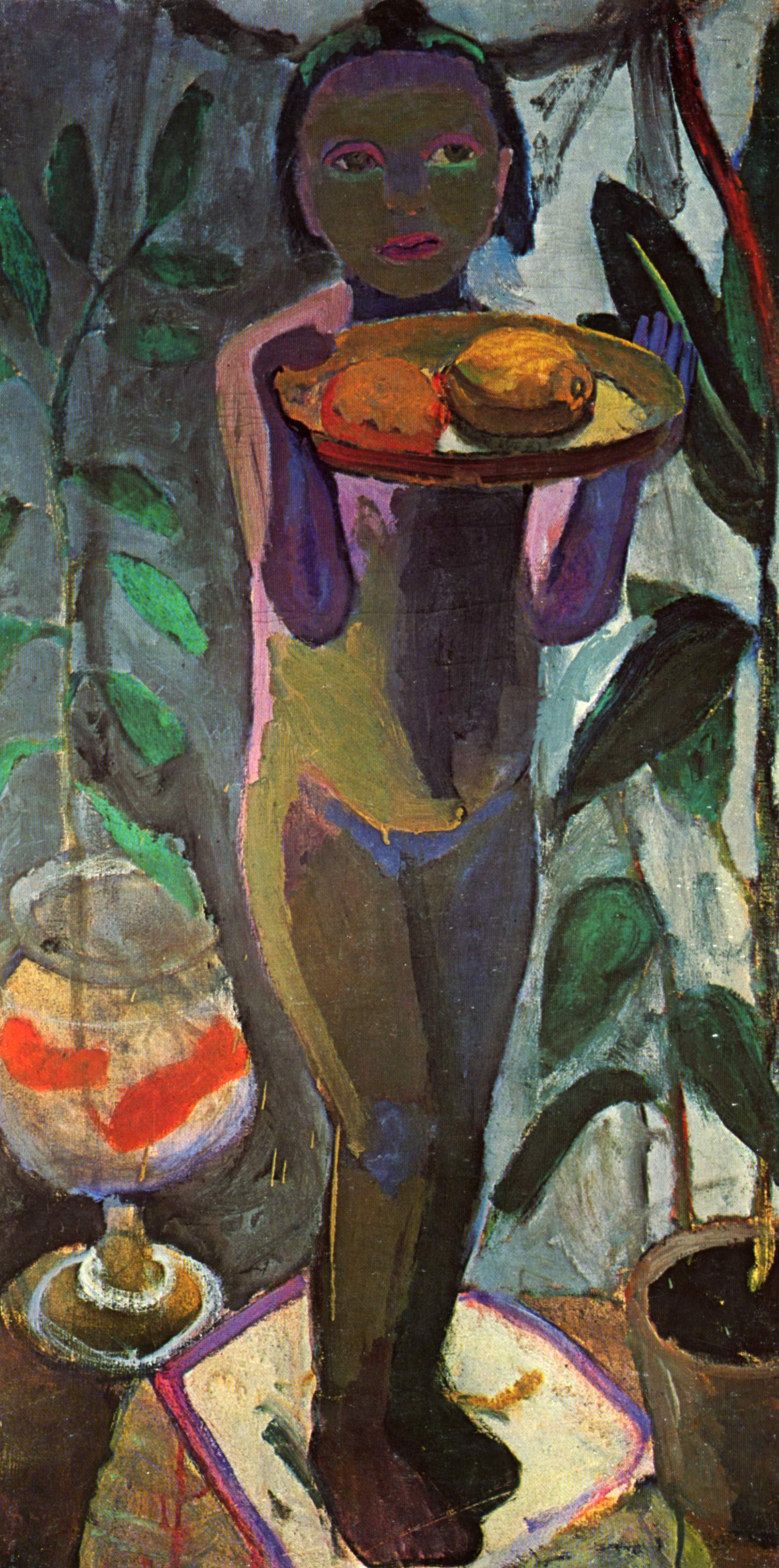
金魚鉢と子供の裸像、1906-07年
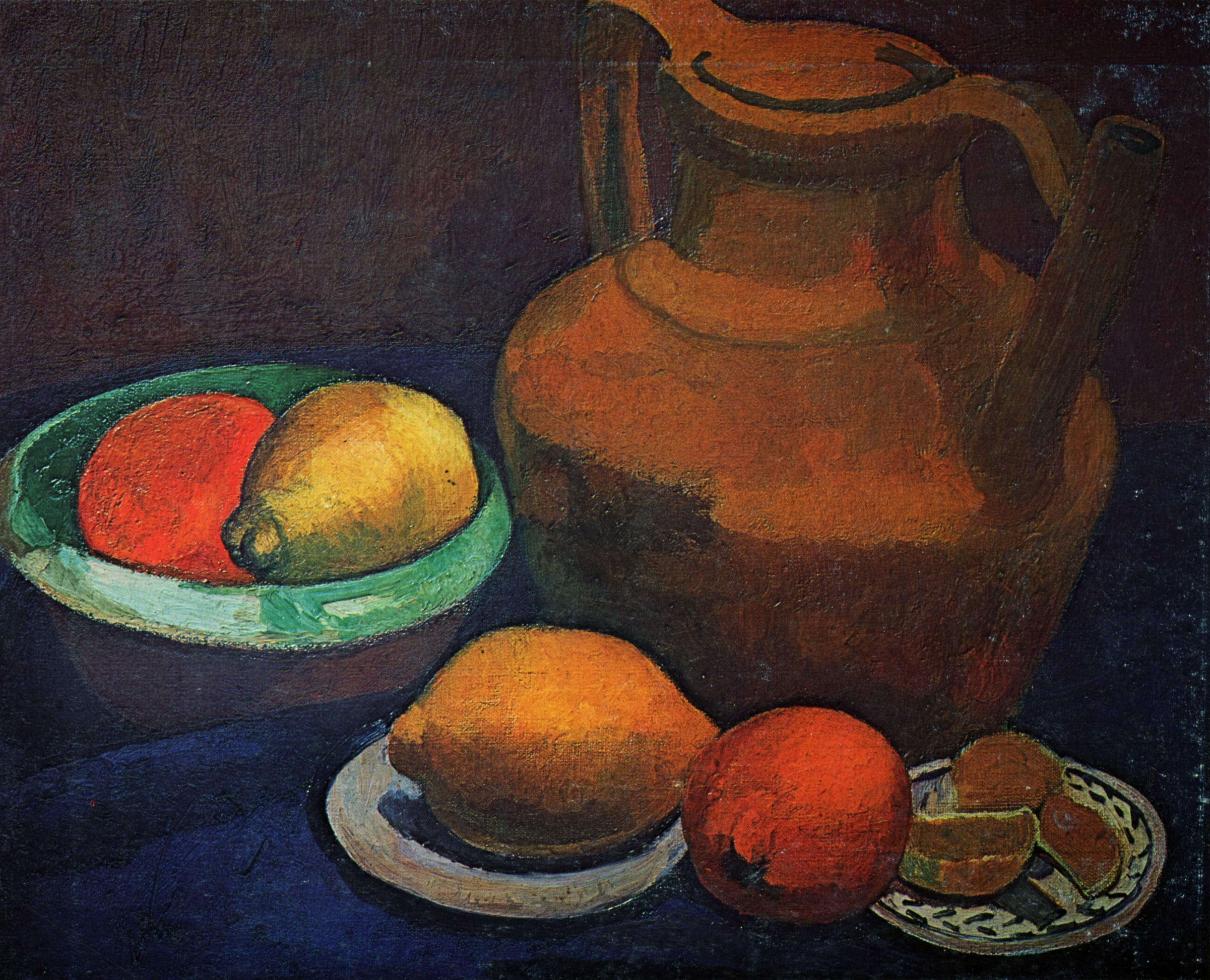
陶製の水差しのある静物、1907年
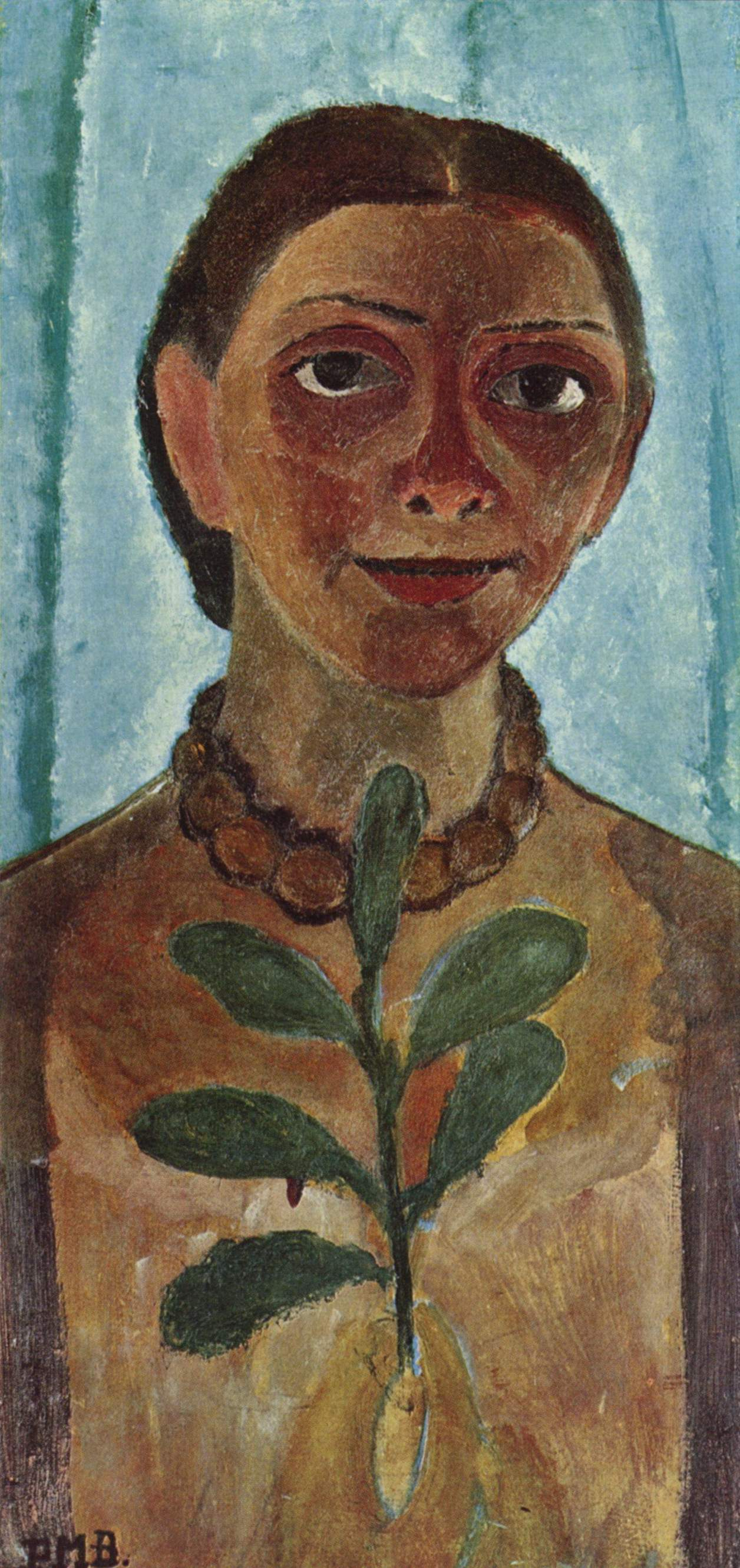
椿の枝を持つ女性画家（自画像）、1907年
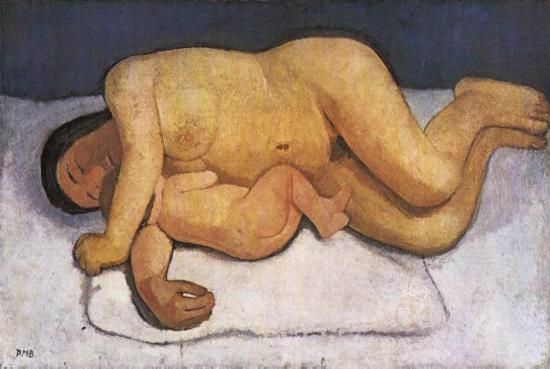
横たわる母子
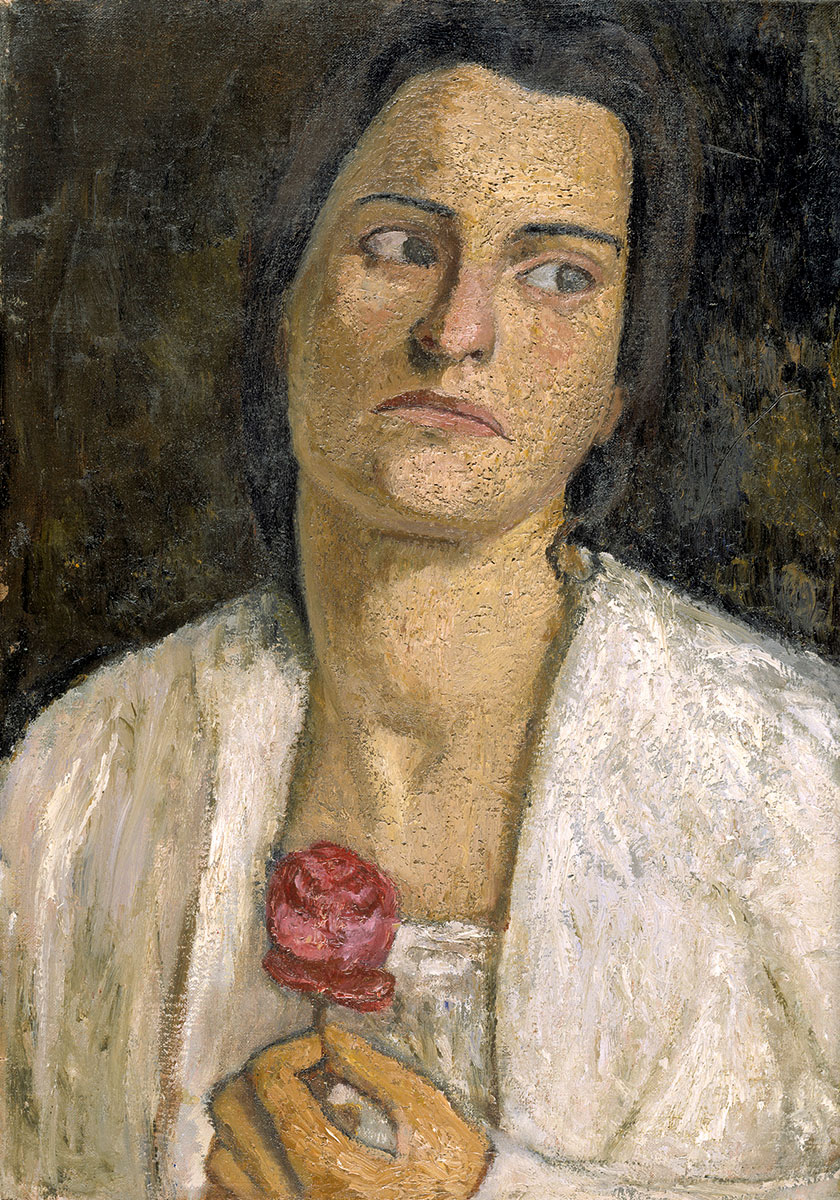
クララ・ヴェストホフの肖像
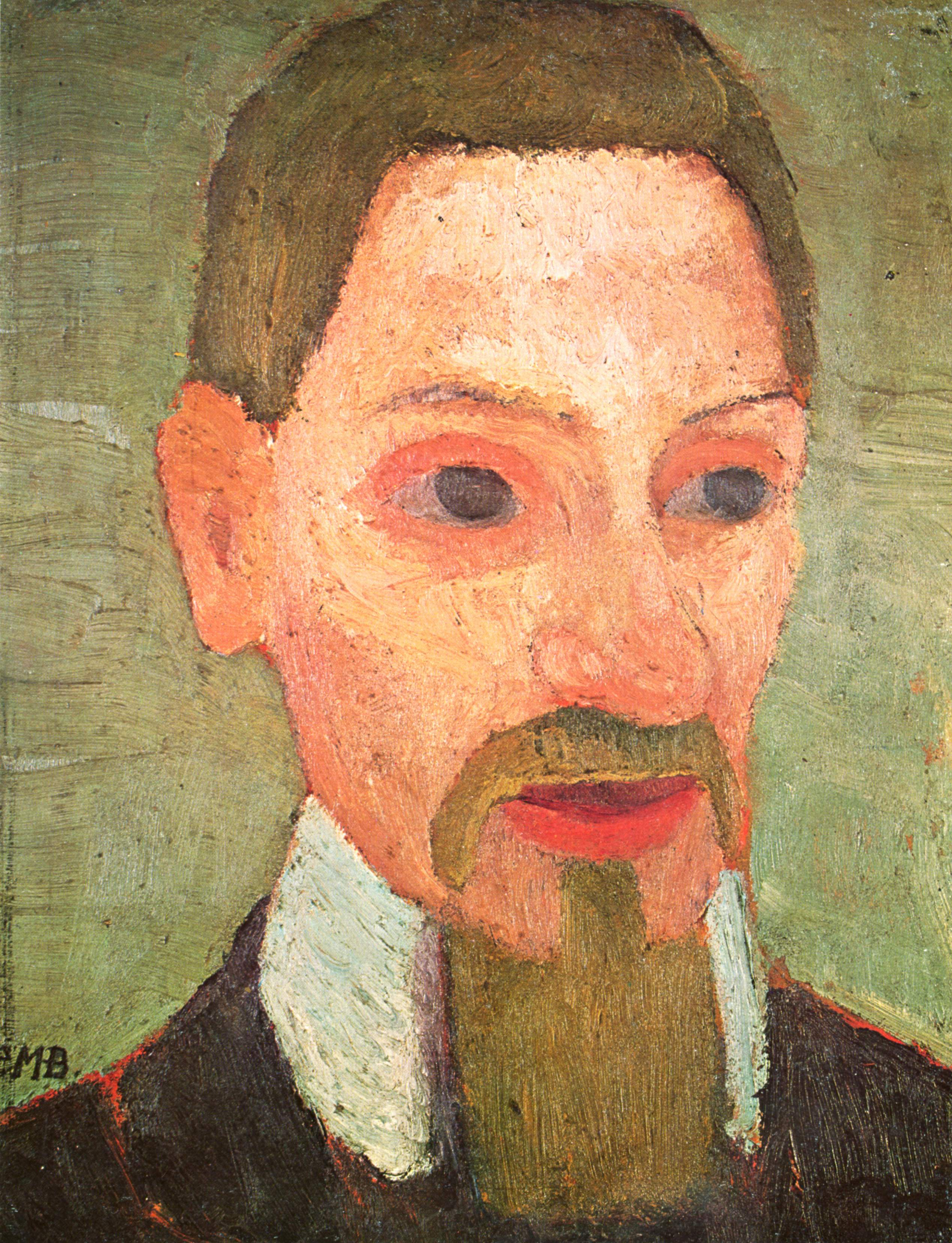
ライナー・マリア・リルケの肖像、1906年

## 日本語文献
- 佐藤洋子『パウラ・モーダーゾーン＝ベッカー　表現主義先駆けの女性画家』中央公論事業出版、2003年
- 佐藤洋子『いのちの泉を描いた画家　パウラ・モーダーゾーン＝ベッカーの絵画世界』中央公論事業出版、2008年
- 佐藤洋子『パウラ・モーダーゾーン＝ベッカーの描く「女の一生」』中央公論事業出版、2009年
- バルバラ・ボイス『パウラ・モーダーゾーン＝ベッカー　初めて裸体の自画像を描いた女性画家』藤川芳朗訳、みすず書房、2020年 ISBN 462-2089157